# Aceraius wallacei
Aceraius wallacei es una especie de coleóptero de la familia Passalidae.

## Distribución geográfica
Habita en las islas de Borneo y Sumatra.